# Pagazzano
Pagazzano är en ort och kommun i provinsen Bergamo i regionen Lombardiet i Italien. Kommunen hade 2 097 invånare (2018).